# Holzheim (Fritzlar)
Koordinaten: 51° 6′ 43″ N, 9° 15′ 29″ O
Holzheim war ein von mindestens 1040 bis mindestens 1401 urkundlich bezeugtes und bewohntes Dorf in der Ederniederung etwa 1,5 km südsüdwestlich von Fritzlar und östlich unterhalb der Büraburg im nordhessischen Schwalm-Eder-Kreis.

## Geschichte
Der Ort trat kurz in die deutsche Geschichte ein, als am 23. Juli 1427 der hessische Landgraf Ludwig I. die Truppen des Mainzer Erzbischofs Konrad III. von Dhaun unter dem Grafen Gottfried von Leiningen zwischen Holzheim und der Kalbsburg bei Großenenglis vernichtend schlug und damit das zwei Jahrhunderte währende Ringen mit Kurmainz um die territoriale Vorherrschaft in Nordhessen endgültig zu Gunsten der Landgrafen entschied. Mainz musste danach im Frieden von Frankfurt nahezu alle seine Besitzungen in Nieder- und Mittelhessen von Hessen zu Lehen nehmen; ausgenommen blieben lediglich Fritzlar, Naumburg, Amöneburg und Neustadt, über die der Landgraf jedoch die Schutzherrschaft übernahm.
Obwohl Keramikfunde die Besiedlung des Orts schon wesentlich früher belegen, stammt seine erste urkundliche Erwähnung erst aus dem Jahre 1040, als Erzbischof Bardo von Mainz die dortigen Güter und Unfreien des Benediktinerinnenklosters Kaufungen im Tausch erwarb. Das Dorf war in der Folge als kurmainzisches Lehen an die Herren von Holzheim vergeben. Auch das Petersstift in Fritzlar, der Deutsche Orden (seit 1285), die Klöster Haina, Hardehausen und Weißenstein und Ekkebrecht von Grifte hatten dort Besitz. 1348 vererbten die seit 1207 bekundeten Herren von Holzheim das Dorf und Gericht an die Herren von Falkenberg, doch schon um 1369 kam es innerhalb dieser Familie zu Streit, der nur dadurch beendet werden konnte, dass die Stadt Fritzlar im Namen des Mainzer Erzbischofs den gesamten Falkenberger Besitz im Dorf kaufte.
Die Falkenberger kauften Ort und Gericht wohl noch vor 1400 zumindest teilweise zurück, doch im Jahre 1411 trugen die Brüder Werner und Hans von Falkenberg Dorf und Gericht Holzheim an den Erzbischof Johann II. von Mainz zu Lehen auf und erhielten es dann als erbliches Lehen zurück. Zu diesem Zeitpunkt war der Ort wohl bereits unbewohnt. Er wurde wahrscheinlich in dem Rachefeldzug der Braunschweiger und Hessen zerstört, mit dem diese auf die Ermordung des Herzogs Friedrich von Braunschweig und Lüneburg antworteten, denn das Dorf gehörte der Familie eines der Mörder.  Friedrich war in Frankfurt von mehreren Kurfürsten als Gegenkönig zu Wenzel von Luxemburg vorgeschlagen worden, aber Erzbischof Johann II. von Mainz weigerte sich, diesen Vorschlag zu unterstützen, und Friedrich reiste in Unfrieden ab. Auf seinem Heimritt wurde er am 5. Juni 1400 vom Grafen Heinrich VII. von Waldeck und dessen Kumpanen Friedrich III. von Hertingshausen, Konrad (Kunzmann) von Falkenberg und einem Ritter von Löwenstein, alle Lehnsmannen des Mainzer Erzbischofs, bei Kleinenglis, nur wenige Kilometer von Holzheim entfernt, ermordet.

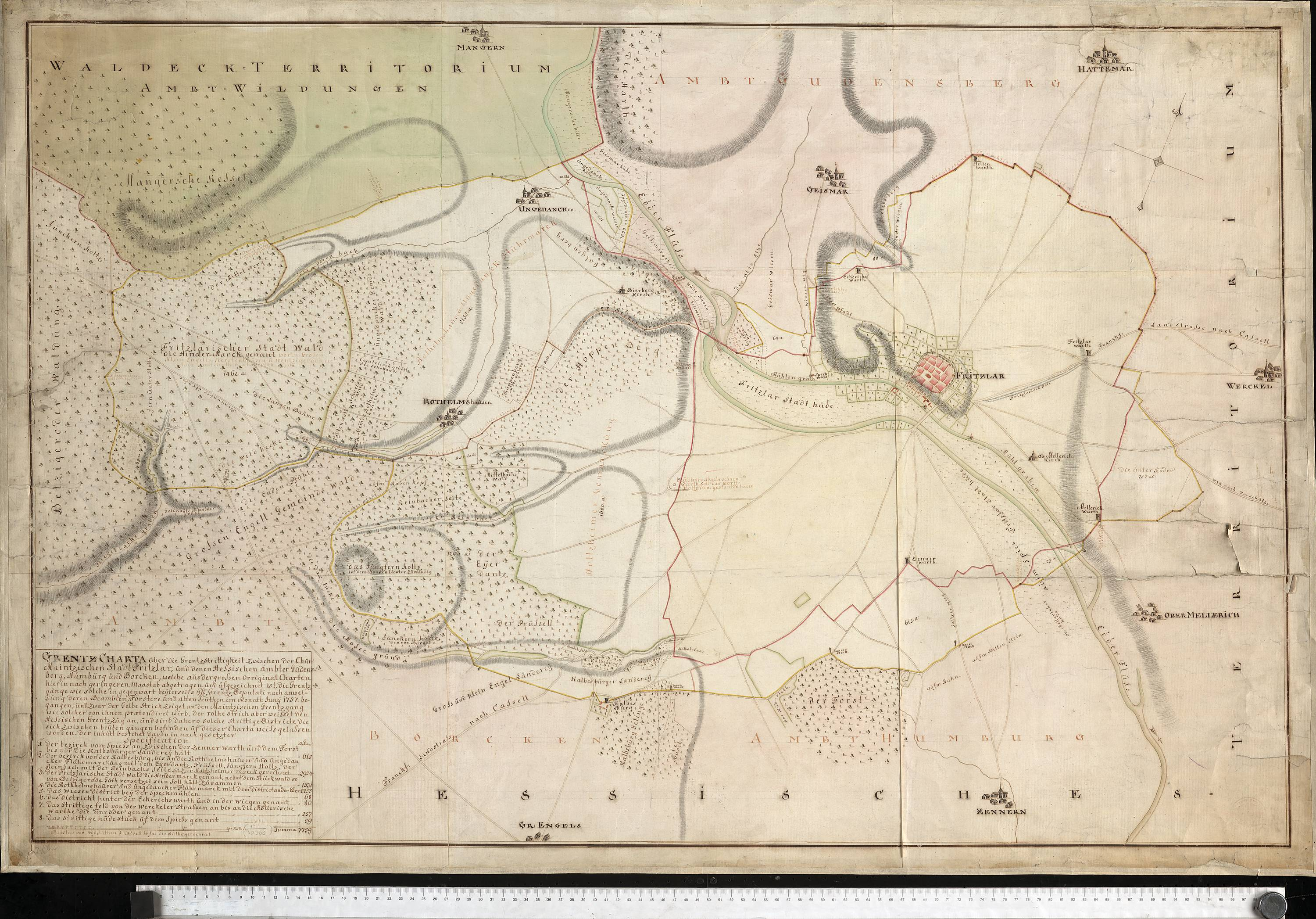
Karte von 1760: In der Bildmitte die Holzheimer Warte, wo zuvor das Dorf lag

Gesichert ist, dass Holzheim im Juli 1427, zum Zeitpunkt der Entscheidungsschlacht zwischen Mainz und Hessen, bereits eine Wüstung war.  Die überlebenden Einwohner zogen in die Neustadt von Fritzlar.
An Stelle der ehemaligen Dorfkapelle, einer Filiale der Mutterkirche auf dem Büraberg, errichtete die Stadt Fritzlar einen Wartturm, von dem jedoch heute auch keine Reste mehr erhalten sind.

## Archäologische Ausgrabungen
In den Jahren 1976, 1979–1985 und 1997 wurden in der Wüstung Holzheim umfangreiche archäologische Ausgrabungen durchgeführt. Ziel des interdisziplinären Forschungsvorhabens war die Untersuchung der sozialen, wirtschaftlichen und politisch-rechtlichen Struktur des Ortes und die Lebensbedingungen seiner Bewohner über die gesamte Siedlungsdauer von über 1200 Jahren. Aussagen dazu ergaben sich aus Baubefunden (Gehöfte mit Grubenhäusern, Pfostenbauten und später Ständerbauten, Gruben, Brunnen, Handwerksanlagen, Kirche, Friedhof, Herrenhof, Burg), reichem Fundmaterial aus vielen Bereichen der Sachkultur (Keramik, Kleinfunde, Fibeln, Beinkästchen, Madonnen-Kleinplastik, Kerbflöte) und ergiebigen Schriftzeugnissen und Archivalien. Die Grabungen erbrachten wichtige Einblicke in eine Siedlung der Salier- und Stauferzeit. Wichtig ist der Nachweis befestigter Hofareale innerhalb einer eher lockeren Siedlung und einer sich daraus entwickelnden burgartigen Anlage.